# 德拜长度
德拜长度( Debye length ),也叫德拜半径,是描述等离子体中电荷的作用尺度的典型长度，是等离子体的重要参量，常用λD表示。德拜长度首先是由荷兰物理学家彼得·德拜提出的，反映了等离子体中一个重要的特性——电荷屏蔽效应。当所讨论的尺度大于德拜长度时，可以将等离子体看作是整体电中性的，反之，则是带有电荷的。德拜长度的概念对等离子体物理，电解质，胶体有重要意义。
德拜长度定义为：
{\displaystyle \lambda _{D}={\sqrt {\frac {\epsilon _{0}k_{B}T}{n_{0}e^{2}}}}\approx 69{\sqrt {\frac {T(K)}{n_{0}(\mathrm {m} ^{-3})}}}\quad \mathrm {m} }
当等离子体中只存在电子和离子时，设电子、离子的平均数密度为{\displaystyle n_{0}}，在r=0处放一个电荷量为q的检验电荷，所产生的势为{\displaystyle \varphi }。由于电子在这个势场中的分布遵循玻尔兹曼分布{\displaystyle n_{e}=n_{0}\exp(e\varphi /k_{B}T)}，空间的电荷密度{\displaystyle \rho _{e}\approx -en_{0}(e\varphi /k_{B}T)+q\delta (r)}，由于{\displaystyle \nabla ^{2}\varphi =-4\pi (\rho _{e})}，则有泊松方程：
{\displaystyle \nabla ^{2}\varphi -{\frac {1}{\lambda _{D}^{2}}}\varphi =-4\pi q\delta (r)}
方程的解为
{\displaystyle \varphi ={\frac {q}{r}}\exp(-r/\lambda _{D})}
因此德拜长度可以视为库仑势衰减的特征长度。

## 典型值
在空间等离子体中，电子密度相对较低，德拜长度可以达到宏观的量级，如磁层，太阳风，星际介质，星系际介质(见下表):
| 等离子体   | 密度 ne(m-3) | 电子温度 T(K) | 磁场 B(T) | Debye 长度 λD(m) |
| 气体放电   | 1016         | 104           | --        | 10−4             |
| 托卡马克   | 1020         | 108           | 10        | 10−4             |
| 电离层     | 1012         | 103           | 10−5      | 10−3             |
| 磁层       | 107          | 107           | 10−8      | 102              |
| 日核       | 1032         | 107           | --        | 10−11            |
| 太阳风     | 106          | 105           | 10−9      | 10               |
| 星际介质   | 105          | 104           | 10−10     | 10               |
| 星系际介质 | 1            | 106           | --        | 105              |